# Heliothea murina
Heliothea murina là một loài bướm đêm trong họ Geometridae.